# Джироніко
Джироніко (італ. Gironico) —  колишній муніципалітет в Італії, у регіоні Ломбардія, провінція Комо. З 4 лютого 2014 року Джироніко є частиною новоствореного муніципалітету Кольверде.
Джироніко розташоване на відстані близько 520 км на північний захід від Рима, 45 км на північ від Мілана, 7 км на захід від Комо.
Населення — 2251 особа (2012).
Покровитель — Nazario.

## Демографія
Населення за роками:

Станом на 31 грудня 2010 року в муніципалітеті офіційно проживав 181 іноземець з 27 країн, серед них 25 громадян країн Євросоюзу та 2 громадяни України.

## Сусідні муніципалітети
- Кавалласка
- Лурате-Каччивіо
- Монтано-Лучино
- Ольджате-Комаско
- Паре
- Вілла-Гуардія